# バルダッサーレ・ロンゲーナ
バルダッサーレ・ロンゲーナ（Baldassarre Longhena、1598年 - 1682年2月18日）は主にヴェネツィアで活動した17世紀の建築家で、当時のヴェネツィアでのバロック建築を代表する建築家である。

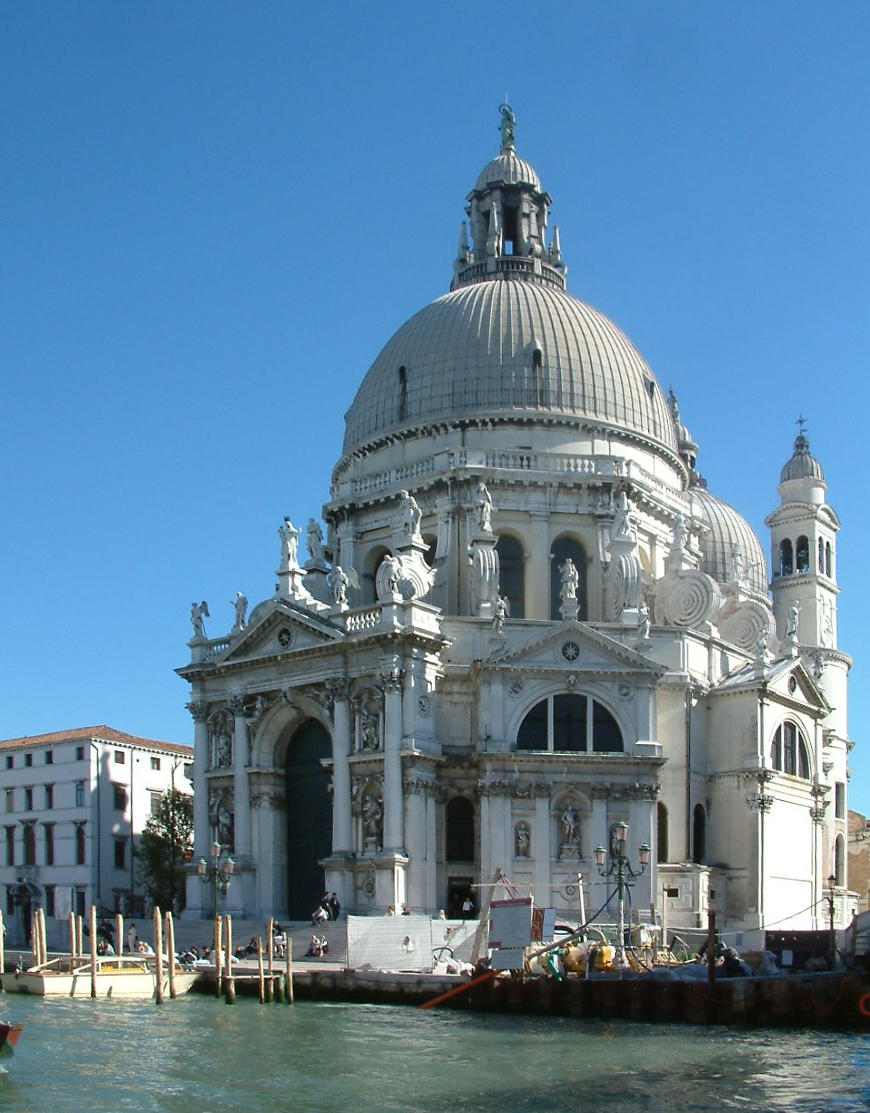
ロンゲーナの代表作とされているサンタ・マリア・デッラ・サルーテ聖堂

## 伝記
ヴェネツィアで生まれ、建築家ヴィンチェンツォ・スカモッツィに弟子入りし、スカモッツィの死後その代表作だったサン・マルコ広場の新行政館を完成させた。新行政館はヴェネツィア共和国の役所と役人の住宅を兼ねた複合施設で、サン・マルコ広場の四角い領域を囲むように建っている。
代表作は上品な装飾のサンタ・マリア・デッラ・サルーテ聖堂で、ペストの流行が終結したことを聖母マリアに感謝するため1631年に着工した。カナル・グランデの先端の半島状の部分に建つ2つのドームを持つ教会であり、ヴェネツィアの名所となっている。主玄関は古代ローマの凱旋門をモデルとしており、その後のヴェネツィアや余所の教会あるいは大聖堂で真似された。
他にもヴェネツィアの様々な教会を設計しており、中でも Chiesa dell'Ospedaletto と Santa Maria degli Scalzi は1656年から1680年に建設された。ただし後者の教会のファサードは Giuseppe Sardi が設計した。
ロンゲーナの設計の中でも最大の建築はキオッジャの大聖堂で、1624年から1647年に建設した。この大聖堂が完成した後、ロンゲーナはヴェネツィアのカナル・グランデ沿いの上品な2つのパラッツォ カ・レッツォーニコ と カ・ペーザロ を設計した。これらが完成したのはロンゲーナの死後である。
バルダッサーレ・ロンゲーナは1682年、ヴェネツィアで亡くなった。